# Угади
Угади, или Югади (канн. ಯುಗಾದಿ, телугу ఉగాది) — праздник Нового года, отмечаемый жителями Карнатаки и Андхра-Прадеш. В Махараштре этот праздник называют Гуди-падва. Отмечается в первый день месяца чайтра по индуистскому лунному календарю. В григорианском календаре этот день выпадает на разные даты в марте — апреле.
Юга — это «эпоха» или «эра», а ади означает «начало» — таким образом, в переводе югади означает «начало эры». Специфически, термином «югади» обозначают начало нынешней эры в индуистском временном цикле, Кали-юги, которая началась в тот день, когда Кришна оставил этот мир (согласно некоторым подсчётам 17/18 февраля 3102 года до н. э.).
Народы каннара и телугу отмечают Угади с большим размахом. День начинается с ритуального омовения и молитв. Следующим элементом празднования является принятие в пищу особой смеси из шести продуктов, каждый из которых представляет один из вкусов (сладкий, горький и т. д.): цветов дерева ним, зелёных манго, сока из тамаринда, красного перца, сахарной воды со спелыми бананами и соли. Смесь этих шести вкусов на языке телугу называется югади-пачхади (телугу ఉగాది పచ్చడి), а на языке каннада — беву-белла (канн. ಬೇವು-ಬೆಲ್ಲ) и символизирует тот факт, что жизнь является смесью различных настроений (печали, радости, гнева, страха, отвращения, удивления), которые должны спокойно приниматься вместе.
Частью празднования Угади являются культурные программы, в ходе которых организуются литературные дискуссии, проводится декламация поэзии и даются премии писателям и поэтам. Вечером проходят концерты карнатической музыки и танцев.